# Abborrtjärnarna (Särna socken, Dalarna, 683290-134786)
Abborrtjärnarna är en sjö i Älvdalens kommun i Dalarna och ingår i Dalälvens huvudavrinningsområde.